# Nic & the Family
Nic & the Family ist eine 2004 gegründete, sechsköpfige Popband aus Helsingborg, bestehend aus dem Sänger Nic Schröder, den beiden Gitarristen Alex Al Areas und Putte Rokk, der Bassistin Frida Worl, der Keyboarderin April May und dem Schlagzeuger Stellan Motväggen.

## Werdegang
Nic & the Family veröffentlichte im Gründungsjahr mit Hej Hej Skiva ihr einziges Album, das auf Platz 37 in die schwedischen Albumcharts einsteigen und vier Wochen lang verbleiben konnte. Mit Hej Hej Monika landete die Band auf Platz eins der Singlecharts und verblieb insgesamt 25 Wochen in den Charts. Hej det är Nic... klick erreichte die Gruppe eine weitere Notierung in den Singlecharts.
Internationale Bekanntheit erreichte das Lied Hej Hej Monika am 12. Dezember 2017, als der schwedische Webvideoproduzent PewDiePie dieses in einem seiner Videos erwähnte. Aufgrund der Popularität dieses Videos coverte PewDiePie das Lied und veröffentlichte seine Version des Liedes auf der Plattform YouTube. Dort erreichte das Video zwischenzeitlich mehr als 30 Millionen Aufrufe.

## Diskografie
- 2004: Hej Hej Monika (Single, Warner Music)
- 2004: Hej Hej Skiva (Album, Warner Music)
- 2004: Hej, det är Nic... klick (Single, Warner Music)